# Al Brown
Alan L. „Al“ Brown (* 26. September 1939 in Reading, Pennsylvania; † 13. Januar 2023 in Las Vegas) war ein US-amerikanischer Schauspieler.

## Leben
Al Browns Karriere in Hollywood begann erst in den 1990er Jahren, nachdem er 29 Jahre lang Mitglied der United States Air Force war und zweimal Einsätze in Vietnam hatte. Ab 1995 erhielt er kleine Nebenrollen in Hollywood-Produktionen. Bekannt wurde er mit seiner Rolle als Kommissar Stan Valchek in der populären und von der Filmkritik hochgelobten Fernsehserie The Wire, die von 2002 bis 2008 auf HBO ausgestrahlt wurde.

## Filmografie (Auswahl)
- 1995: Homicide (Fernsehserie, Episode 3x9)
- 1995: 12 Monkeys
- 2002: Roter Drache
- 2002–2008: The Wire (Fernsehserie, 20 Episoden)
- 2003: Medical Detectives – Geheimnisse der Gerichtsmedizin (Fernsehserie, Episode 7x15)
- 2006: Law & Order: Special Victims Unit (Fernsehserie, Episode 8x9)